# Pojezierze Północnokrajeńskie
Pojezierze Północnokrajeńskie (314.69) – region geograficzny o krajobrazie pojeziernym położony w północno-zachodniej Polsce, w okolicy Chojnic i Człuchowa, stanowiący część Pojezierza Południowopomorskiego. Dominują tu tereny użytkowane rolniczo i występują jeziora rynnowe, z których największym jest Szczytno Wielkie (6,1 km²). Wyodrębniony jako mezoregion z indeksem 314.69 w wieloautorskiej regionalizacji fizycznogeograficznej Polski z 2018 roku.

## Położenie geograficzne i administracyjne
Powierzchnia regionu wynosi 1748 km². Rozpościera się on pomiędzy Doliną Gwdy na zachodzie oraz Doliną Brdy na wschodzie. Od południa dolinki Debrzynki i Sępolnej wyznaczają umowną granicę z Pojezierzem Połudiowokrajeńskim, a od północy do regionu przylegają równiny sandrowe wyróżniane jako Równina Charzykowska i Bory Tucholskie.
Pojezierze Północnokrajeńskie znajduje się na obszarze województwa pomorskiego i kujawsko-pomorskiego, śladowo obejmuje także niewielkie skrawki województwa wielkopolskiego. Największymi miastami rozlokowanymi w zasięgu regionu są: Chojnice, Człuchów, Tuchola, Sępólno Krajeńskie.

## Środowisko przyrodnicze
W ukształtowaniu terenu zaznaczają się przede wszystkim faliste wysoczyzny morenowe zbudowane z glin zwałowych, z pokrywą gleb brunatnych i płowych wykorzystywanych rolniczo. Lesistość regionu wynosi ok. 25%. Urozmaicenie rzeźby stanowią rynny polodowcowe z jeziorami oraz wzniesienia moren czołowych, z najwyższą kulminacją osiągającą 222 m n.p.m.
Region odwadniany jest przez Kamionkę, Czernicę, Szczyrę i Chrząstowę. Największe jeziora to Szczytno Wielkie (6,1 km²) i Krępsko (3,8 km²). Pod względem ochrony środowiska naturalnego zachodzą tutaj zasięgi Krajeńskiego oraz Zaborskiego Parku Krajobrazowego, funkcjonują też obszary Natura 2000 chroniące doliny rzeczne: Czerwona Woda pod Babilonem, Dolina Debrzynki, Dolina Łobżonki, Dolina Szczyry.

## Różnice w podziałach geograficznych
W regionalizacji fizycznogeograficznej Polski opracowanej według Jerzego Kondrackiego, Pojezierze Krajeńskie było rozległym mezoregionem o powierzchni ponad 4000 km². W wieloautorskiej regionalizacji z 2018 roku, z uwagi na zróżnicowanie hipsometryczne i geomorfologiczne, zamiast Pojezierza Krajeńskiego wydzielono dwa nowe, odrębne mezoregiony – Pojezierze Północnokrajeńskie i Pojezierze Południowokrajeńskie. Część północną charakteryzują wyżej wyniesione wysoczyzny (160–170 m n.p.m. koło Chojnic z kulminacją w postaci Wzgórza Wilhelma – 171 m n.p.m.), mniejszy udział sandrów i łukowate układy moren czołowych. Część południowa to z kolei stosunkowo wyraźniej wydłużone moreny czołowe, większe nagromadzenia sandrów oraz niższe wysokości wysoczyzn (ok. 100 m n.p.m. przy dolinie Noteci).